# Yoav Saffar
Yoav Saffar (in ebraico יואב ספר‎?; Giaffa, 30 settembre 1975) è un ex cestista israeliano.

## Carriera
Con Israele ha disputato due edizioni dei Campionati europei (2001, 2003).

## Palmarès
- Campionato israeliano: 3

Maccabi Tel Aviv: 2001-02, 2002-03, 2003-04
- Coppa di Israele: 3

Maccabi Tel Aviv: 2001-02, 2002-03, 2003-04
- Eurolega: 1

Maccabi Tel Aviv: 2003-04